# Vanuaxipha eteni
Vanuaxipha eteni är en insektsart som beskrevs av Otte, D. och Cowper 2007. Vanuaxipha eteni ingår i släktet Vanuaxipha och familjen syrsor. Inga underarter finns listade i Catalogue of Life.